# 武蔵 (スループ)
武蔵（むさし）は、日本海軍のスループ。
艦名は、旧国名武蔵国にちなんで名づけられた。
この名を持つ日本海軍の艦船としては2代目。

## 艦型
3本マストの鉄骨木皮スループ。
船体、機関共に艦政局で計画された。

### 要目
1902年(明治35年)時点での要目は以下の通り 。
- 排水量:1,664英トン
- 垂線間長:61.264m
- 最大幅:10.668m
- 深さ:3.853m(中甲板下板下部より)
- 吃水:前部4.685m、後部5.300m
- 主機:2気筒ホリゾンタル・コンパウンド・エンジン。気筒直径は高圧1,238mm、低圧1,030mm、行程762mm。表面復水器。
- ボイラー:円缶(直径2.972m、長さ2.667m、炉筒3基、受熱面積80.3495平方メートル) 6基。蒸気圧力70psi。
- 推進:2翼グリフィス型推進器、直径4.570m、ピッチ4.949m。回転数90.5rpm
- 出力:1,781.88馬力
- 速力:全力12.43ノット、3/4全力9ノット
- 燃料:石炭庫容積173.744立方メートル
- 石炭消費量:全力42.753仏トン/日、3/4全力35,000ポンド/日
- 装帆:3檣、帆面積927.884平方メートル。
- 定員:将校12名、准将校8名、准士官10名、下士49名、卒115名、傭夫2名、計196名。
- 砲熕兵装
  - 25口径17cmクルップ砲 2門(甲鉄榴弾45発、通常榴弾80発)
  - 25口径12cmクルップ砲 5門(甲鉄榴弾102発、通常榴弾198発)
  - 1インチ4連諾典砲 4基(鋼鉄弾薬1,500発、鋼鉄鉛弾薬960発)
  - 小銃口径3連諾典砲 2基(小銃口径弾薬10,000発)
  - 野砲:7.5cmクルップ砲 1門(花環榴弾100発)
- 水雷兵装:空欄(項目はあるが欄内に記入がない)
- 搭載艇
  - 30ftピンネース 1隻
  - 26ftカッター 2隻
  - 26ftガレー 1隻
  - 27ftギグ 1隻
  - 14ftディンギー 1隻
  - 28ft小蒸気船 1隻

船体は鉄骨木皮、甲板3層、単底。煙突は楕円形1本、面積2.6347平方メートル。舵面積5.649平方メートル。

## 艦歴

### 建造
1883年 (明治16年) 3月1日に横須賀で新造する艦を武蔵と命名することが令達された。
横須賀海軍造船所で1884年(明治17年)10月4日起工、
(船体は1884年2月25日起工、)
1886年(明治19年)3月30日午後2時に進水した。
「武蔵」の進水に際して新造艦船命名式が制定されて、その後の命名式のやり方がほぼ確立し、進水に際しては船上には錦が多数立てられ、艦首ではくす玉を開きハトや五色の紙片を散らした。
「武蔵」の命名式には明治天皇が参列の予定だったが、体調が優れないために代わって皇后が参列した。
機関も横須賀海軍造船所で製造され1883年(明治16年)3月9日起工、1888年(明治21年)1月26日機関竣工、
船体も同日竣工。
「武蔵」は同年2月9日に竣工した。

### 巡洋艦
初めは巡洋艦と呼称されていた。
1890年8月23日に第一種と定められた。
日清戦争には、仁川方面警備や僚艦とともに大連・旅順・威海衛攻略作戦等に参加。
1896年からは東北地方、北海道および千島列島の警備等にあたった。

### 海防艦
1898年(明治31年)3月21日、三等海防艦に類別された。
1897年(明治30年)からは海防艦籍のまま測量任務に従事し、
1925年(大正14年)にかけて日本近海の水路測量に従事した。
1902年(明治35年)5月1日、暴風のため根室湾口で座礁し、7月17日から10月6日まで横須賀造船廠で修理を行った。
1904年(明治37年)5月に、大修理(大改造)を施行した。
日露戦争に際しては、津軽海峡警備に従事した。
1912年(大正元年)8月28日、等級改定で三等が廃され二等海防艦に類別変更された。
1917年にロシアが十月革命後の内戦に入る。「武蔵」は1918年の夏の間、漁業者保護のためカムチャツカ半島周辺で行動し、またペトロパブロフスク（現在のペトロパブロフスク・カムチャツキー）で「温和派」（内戦中の反革命派）に対する物資支援も行った。

### 測量艦
1922年(大正11年)4月1日に軍艦籍より除かれ、姉妹艦「大和」と共に特務艦（測量艦）となった。
関東大震災後には海底の地形変化の調査を行った。
1925年(大正14年)に発見された武蔵堆と、同年に本艦が測量した天売島-焼尻島間の武蔵水道は、いずれも本艦の名にちなんだもの。
1928年(昭和3年)4月1日除籍、
7月6日に廃艦第5号と仮称。
10月3日司法省に移管し、小田原少年刑務所三崎繋留宿泊船として使用された。
1935年(昭和10年)に廃船となった。

## 艦長
※『日本海軍史』第9巻・第10巻の「将官履歴」及び『官報』に基づく。階級は就任時のもの。

### 艦長
- （心得）有馬新一 少佐：1887年10月27日 - 1889年5月15日
- （心得）松永雄樹 少佐：1889年5月15日 - 1890年5月13日
- 千住成貞 大佐：1890年5月13日 - 1891年6月17日
- 日高壮之丞 大佐：1891年6月17日 - 1892年6月3日
- 横尾道昱 大佐：1892年6月3日 - 1892年12月23日
- 沢良煥 大佐：1892年12月23日 - 1893年10月12日
- （心得）伊藤常作 少佐：1893年10月12日 - 1894年12月9日
- 伊藤常作 大佐：1894年12月9日 - 1895年6月18日
- 鹿野勇之進 大佐：1895年6月18日 - 1895年12月24日
- 東郷正路 大佐：1895年12月24日 - 1896年12月4日
- 遠藤増蔵 大佐：1896年12月4日 - 1897年12月27日
- 友野雄介 中佐：1897年12月27日 - 1898年3月1日
- 武井久成 大佐：1898年3月1日 - 1898年10月1日
- 永峰光孚 大佐：1898年10月1日 - 1898年12月3日
- 矢島功 大佐：1898年12月3日 - 1899年3月22日
- 松枝新一 大佐：1899年3月22日 - 1899年10月27日
- 加藤重成 大佐：1899年12月25日 - 1900年2月12日
- 滝川具和 大佐：1900年5月9日 - 1900年5月20日
- 井手麟六 中佐：1900年5月20日 - 1900年9月25日
- 徳久武宣 大佐：1900年12月8日 - 1901年4月23日
- 伊地知季珍 中佐：1901年4月23日 - 1901年7月5日
- 佐々木広勝 中佐：1901年7月5日 - 1902年3月13日
- 横尾純正 中佐：1902年3月13日 - 1902年8月11日
- 栃内曽次郎 中佐：1904年5月16日 - 1905年1月12日
- 花房祐四郎 中佐：1905年6月14日 - 1905年11月21日
- 山田猶之助 中佐：1905年11月21日 - 1906年11月5日
- 井内金太郎 中佐：1907年2月28日 - 1907年11月22日
- 水町元 中佐：1908年1月10日 - 1908年9月25日
- （兼）吉岡良一 中佐：1908年9月25日 - 1908年12月10日
- 川浪安勝 中佐：1908年12月10日 - 1909年10月11日
- 関重孝 中佐：1910年2月16日 - 1911年2月7日
- 松永光敬 中佐：1911年2月7日 - 1911年12月1日
- 平田得三郎 中佐：1912年3月16日 - 1912年12月1日
- 松村豊記 中佐：1912年12月1日 - 1913年12月1日
- 真田権太郎 中佐：1913年12月1日 -
- 海老原啓一 中佐：1914年12月1日 - 1915年12月13日
- 大見丙子郎 中佐：1915年12月13日 - 1916年12月1日
- 中桐啓太 中佐：1916年12月1日 -
- 東条政二 中佐：1917年12月1日[23] -
- 前川義一 中佐：1918年12月1日[24] -
- 水谷耕喜 中佐：1919年12月1日[25] - 1920年12月1日[26]
- 日高寛 中佐：1920年12月1日[26] - 1921年9月14日[27]
- 吉田茂明 中佐：1921年9月14日[27] - 1922年4月1日

### 特務艦長
- 吉田茂明 中佐：1922年4月1日[28] - 1922年11月1日[29]
- 隅田益吉 中佐：1922年11月1日[29] - 1923年1月15日[30]
- 安藤良治 中佐：1923年1月20日[31] - 1923年11月10日[32]
- 吉武純蔵 中佐：1923年11月10日 - 1924年3月8日
- （兼）梅田文鹿 中佐：1924年3月8日[33] - 1924年4月10日[34]
- 鳥野団一 中佐：1924年4月10日[34] - 1924年12月1日[35]
- 松山為麿 中佐：1924年12月1日[35] - 1925年7月1日[36]
- 毛内効 中佐：1925年7月1日 - 12月1日

## 姉妹艦
- 葛城 [I]
- 大和 [I]